# DM i cykelcross 2014
Danmarksmesterskaberne i cykelcross 2014 var den 45. udgave af DM i cykelcross. Mesterskabet fandt sted 12. januar 2014 på en 2,577 kilometer lang rundstrækning ved Sorø Stadion i Sorø.
Hos kvinderne vandt Annika Langvad sit andet danmarksmesterskab i cykelcross. I herrerækken vandt Jonas Pedersen sit første DM, efter han i 2012 og 2013 havde vundet sølv.

## Resultater
| Event        | Guld             | Sølv                  | Bronze          |
| ------------ | ---------------- | --------------------- | --------------- |
| Herrer       |                  |                       |                 |
| Herrer elite | Jonas Pedersen   | Kenneth Hansen        | Joachim Parbo   |
| Herrejunior  | Simon Andreassen | Tobias Mørch Kongstad | Anders Bregnhøj |
| Damer        |                  |                       |                 |
| Damer elite  | Annika Langvad   | Margriet Kloppenburg  | Cathrine Grage  |